# Джамбі-малайці
Джамбі-малайці, джамбійські малайці або просто джамбійці (індонез. Melayu Jambi, Suku Jambi) — народ в Індонезії, на сході острові Суматра, найбільша група корінного населення провінції Джамбі. За мовою та способом життя належать до числа малайців Індонезії, по суті є однією з їхніх обласних груп, але джамбійська мова трохи відрізняється від індонезійської. Зазнали сильного культурного впливу з боку мінангкабау.

## Розселення та чисельність
Провінція Джамбі розташована на сході центральної частини острова Суматра. Джамбі-малайці є її найбільшою етнічною групою й становлять більше третини населення. Вони займають більшу частину території Джамбі, лише на заході провінції, де проходить гірське пасмо Барісан, розселений народ керінчі.
Основний район розселення джамбі-малайців — це низини, вкриті густим тропічним лісом, з численними болотами та річками. Найбільшою річкою є Батанґгарі. Це друга за довжиною річка Суматри. Її басейн в цілому окреслює межі провінції Джамбі. Джамбі-малайці живуть переважно в сільській місцевості, їхні села розташовані вздовж Батанґгарі та її численних приток.
Щільність населення Джамбі невисока. За часи незалежної Індонезії були реалізовані масштабні урядові програми переселення, результатом яких була поява в Джамбі значних груп мігрантів з острова Ява та деяких інших районів Індонезії. Загальна чисельність трансмігрантів тепер приблизно дорівнює кількості джамбі-малайців.
Чисельність джамбі-малайців становить близько 1 млн осіб. За переписом населення 2000 року в провінції Джамбі проживало 910 832 малайця (переважно джамбі-малайці), й вони становили 37,87 % її населення. Окремі групи джамбі-малайців живуть у сусідніх із Джамбі районах провінцій Ріау, Південна Суматра та Західна Суматра.

## Мова

### Джамбійська малайська
Джамбійська або джамбі-малайська мова (Bahaso Jambi) є частиною малайського мовного кластеру або малайської макромови. Загалом вона є близькою до індонезійської мови й часто розглядається як один із місцевих діалектів малайської. Це базилект, місцевий просторічний варіант малайської мови, що сильно розійшовся зі стандартною формою. Відмінності є регулярними й стосуються фонології, морфології та лексики. За тісних контактів носії індонезійської та джамбійської малайської мов швидко починають розуміти один одного.
Джамбійська малайська мова має принаймні 4 діалекти: прибережний, нижньоджамбійський, верхньоджамбійський та пенгульський. Крім того, існує мережа споріднених перехідних говірок у районах контактів із ріау-малайською на півночі, мусі-малайською на півдні та мовою мінангкабау на заході. Діалектний поділ пов'язаний з географічними й культурними межами в регіоні. «Чистою» джамбійською малайською мовою говорять у місті Джамбі та його околицях. Різновид цієї мови, що використовується у внутрішніх районах провінції називають bahaso daerah (місцева мова) або bahaso dusun (сільська мова).
Фонетична система джамбійської малайської мови включає 18 приголосних та 6 голосних і ще 2 дифтонги. Характерною особливістю джамбійського діалекту є також те, що на кінці деяких слів стоїть o замість a, як в індонезійській.
Нижньоджамбійський і верхньоджамбійський — два головні діалекти джамбійської малайської мови. Вони поширені відповідно у нижній та верхній течії річки Батанґгарі. Існують помітні лексичні відмінності між цими діалектами, також спостерігаються деякі регулярні фонетичні відмінності. Загалом нижньо-джамбійський діалект більше схожий зі стандартною індонезійською мовою й здається більш «сучасним» через активні зовнішні контакти, тоді як у внутрішніх районах мова відрізняється більшим консерватизмом. Водночас не існує чітких меж між районами поширення нижньоджамбійського та верхньоджамбійського діалектів. Джамбійські говірки становлять класичний приклад діалектного ланцюга, коли географічна близькість визначає мовну спорідненість, що нижче за течією річки Батанґгарі, то менше зберігається ознак верхньоджамбійського діалекту.
Прибережний діалект джамбі-малайської мови тісно пов'язаний з ріау-малайським діалектом, що є базовим для стандартних малайської та індонезійської мов, а пенгульський діалект джамбі-малайської мови близький до мови мінангкабау. Малайські говірки, які географічно розташовані між областю Керінчі та містом Джамбі демонструють цікаве поєднання граматичних характеристик джамбійської та керінчійської мов. Чергування лексем подібне до керінчійського, однак розподіл і функція морфологічних форм у цих говірках помітно відрізняються від керінчійських зразків.
Найбільшого зовнішнього впливу джамбі-малайська зазнала з боку яванської мови та мови мінангкабау.
Джамбійська малайська мова не має офіційного статусу, вона не викладається в школах, її використання в класних кімнатах взагалі не рекомендоване. Подібно до Ріау, в Джамбі також відомі спроби задокументувати й виділити джамбійську культуру та мову. Є доволі багато робіт, присвячених цій темі. Навіть Національний департамент освіти і культури (індонез. Departemen Pendidikan dan Kebudayaan) Індонезії в 1980-х роках опублікував серію книжок з різних аспектів життя джамбійських малайців: їхньої культури, мистецтва та розваг, економічної діяльності, географії, родинних стосунків, історії, дитячих ігор тощо. Велику кількість аудіозаписів джамбійською малайською можна знайти в крамницях міста Джамбі. Створена писемність на базі латиниці, але мова не стандартизована, й тому немає книжок, виданих джамбійською малайською.
В минулому в Джамбі використовували письмо паллава та арабське письмо. Останнє вживалося за доби колишніх малайських султанатів. Це так звана «малайська арабська», яка має певні відмінності від арабської писемності для написання малайських слів. Арабське письмо й зараз має обмежене використання.

### Використання різних мов
Нормою в житті джамбі-малайців є паралельне використання декількох варіантів малайської мови: джамбійської малайської, індонезійської та джамбійської індонезійської, остання — це місцевий суржик, мезолект (суміш, проміжний варіант між двома іншими). Суттєвої різниці у ставленні населення до індонезійської та джамбійської малайської мов немає, хоча перша вважається високою й престижною, а друга — мовою низького сорту.
Індонезійська мова — акролект, стандартна літературна форма малайської мови в Індонезії. Вона є єдиною мовою шкільного навчання, мовою переважної більшості книжок і мовою засобів масової інформації. На території Джамбі індонезійська використовується на телебаченні, в газетах, на радіо, під час проведення офіційних урядових заходів, у школах, лікарнях та інших медичних установах, у супермаркетах, у банках тощо. Індонезійська вважається мовою національної єдності, вона використовується в міжетнічному спілкуванні та спілкуванні з іноземцями. Індонезійська активно витісняє інші мови країни, в Індонезії її вже охрестили мовою-вбивцею місцевих мов. Вчителі шкіл зобов'язані вживати лише стандартну індонезійську мову й не допускати випадків використання джамбійської малайської. Останній відведене місце лише за межами школи. За даними індонезійської статистики 1995 р. в місті Джамбі індонезійською мовою володіло 97,58 % жителів, а загалом у провінції 94,24 %. Завдяки державній політиці поширення індонезійської мови цей показник швидко зростає. Для порівняння, 1971 р. індонезійською в провінції Джамбі володіло 70,82 % населення. Не знають цієї мови переважно представники старшого покоління. Подальшому поширенню індонезійської мови заважає лише те, що на думку багатьох індонезійців, вона позбавлена індивідуальності, незграбна, негнучка, їй не вистачає емоційності. Нижчим є відсоток використання стандартної індонезійської мови на побутовому рівні, зокрема вдома, при виконанні традиційних обрядів, у повсякденному спілкуванні із сусідами. Тут джамбі-малайці зазвичай користуються рідною мовою або джамбійським «суржиком».
Джамбі-малайська мова енергійно використовується вдома й на селі всіма віковими категоріями. Населення має позитивне ставлення до рідної мови. Вона поширена переважно в сільській місцевості, що сприяє її збереженню. Позиції джамбійської малайської мови залишаються сильними, діти добре говорять рідною мовою, горді за неї, хочуть говорити нею, частіше чути її в піснях, на телебаченні. На домашньому рівні рівень використання джамбійської малайської мови перевищує 90 %, але що далі від домівки цей показних зменшується. Серед представників старшого покоління й менш освічених людей більше поширена джамбійська мова й ставлення до неї є позитивнивнішим, ніж серед молоді й більш освічених груп населення. Ця мова не допоможе в досягненні освіти або просуванні службовою драбиною. Вищий рівень використання джамбійської малайської мови й позитивніше ставлення до неї виявляють жінки, а жінки виховують дітей і передають їм рідну мову. В місті Джамбі джамбійську малайську можна почути дуже рідко, за винятком базару Пасарангсодуо (індонез. Pasar Angso Duo), розташованого на набережній, де торгують свіжими продуктами. Натомість у сільських регіонах спостерігається помітне переважання джамбійської малайської мови.
Незважаючи на стимулювання скорочення використання джамбійської малайської мови в системі освіти, національний і місцевий уряди водночас приймають і заходи щодо збереження та розвитку цієї мови. Як і багато інших малайських діалектів Індонезії, джамбі-малайська мова відчуває потужний тиск з боку індонезійської, вона стає все більше схожою зі стандартною індонезійською мовою. Результатом цього впливу є джамбійський суржик, який став основною мовою спілкування в місті Джамбі, він використовується на роботі, в побуті, на базарі, окремі фрази із джамбійської індонезійської потрапляють і на шпальти місцевих газет. Мішана мова містить багато морфологічних, фонетичних та лексичних ознак, спільних з джамбійською малайською, а також має спільні з нею граматичні структури. Більшість носіїв джамбійської малайської розуміє й може говорити джамбійською індонезійською, але носії джамбійської індонезійської, що не є етнічними джамбійцями, не розуміють джамбійської малайської мови.
Із інших мов все більше людей починає вивчати англійську, перш за все в галузях науки, комп'ютерної техніки та інших сучасних технологій. Арабська мова вживається в молитвах, релігійному навчанні, культурних церемоніях. У містах верхнього Джамбі часто використовується мінангкабавська мова.

## Релігія

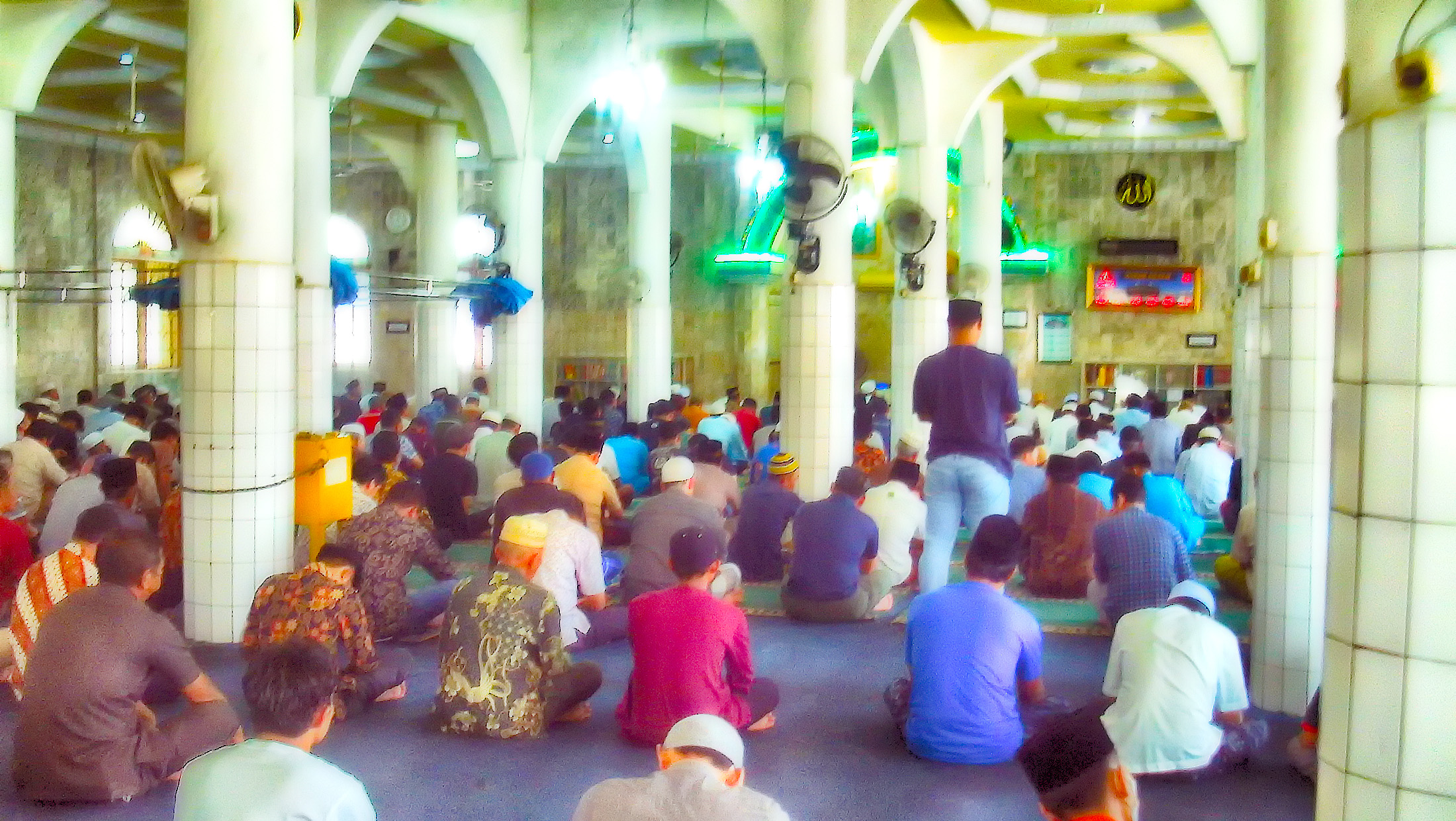
Молитва в мечеті міста Джамбі.

Майже всі джамбі-малайці — мусульмани-суніти. Загалом вони дотримуються вчення імама Сьяфії (індонез. Ahmad Syafi'i Ma'arif) й відомі своєю сильною відданістю ісламу та пишаються тим, що є мусульманами.
Іслам ствердився в Джамбі в XVI ст., коли арабські торговці прибули на Суматру. Сьогодні в кожному джамбійському селі та майже в кожному кварталі міста Джамбі є мечеть або молитовний дім і, як правило, також ісламська релігійна школа (медресе). Всі життєві принципи та керівництва в сприйнятті джамбійців походять від їхніх предків, а ті, в свою чергу, отримали їх із Корану та хадисів (письмових інструкцій щодо віри та практичних питань, взятих із життя пророка Магомета). Джамбі-малайці також вірять, що релігійні лідери, карлики та шамани володіють надприродними силами. Навіть релігійні лідери вірять у силу амулетів, які здатні захистити від злих духів.
На побутовому рівні зберігається багато традиційних анімістичних практик. Поряд з ісламським лідером, кожне село або квартал має свого дукуна (шамана й народного цілителя). Він є посередником між фізичним і духовним світами. Під час своїх сеансів дукун звертається з благаннями за пацієнта до Аллаха або духів і просить їх про зцілення.

## Історія
Джамбійці дуже горді своїм зв'язком із стародавньою малайською державою Мелаю. Це легендарне царство в малайській усній традиції розглядається як батьківщина всіх малайців, воно дало назву малайському народові й малайській мові. Близько 600 р. після Р. Х. жвавий торговий шлях з Індії до Китаю пролягав через Малаккську протоку. В цьому стратегічному місці постали конкуруючі малайські царства Мелаю на території сучасного Джамбі та Шривіджая в Південній Суматрі. Обидві держави були морськими й брали активну участь у міжнародній торгівлі. Малайська історія Джамбі розпочалась у VII ст., але ще до того тут існувало кілька ранніх держав.

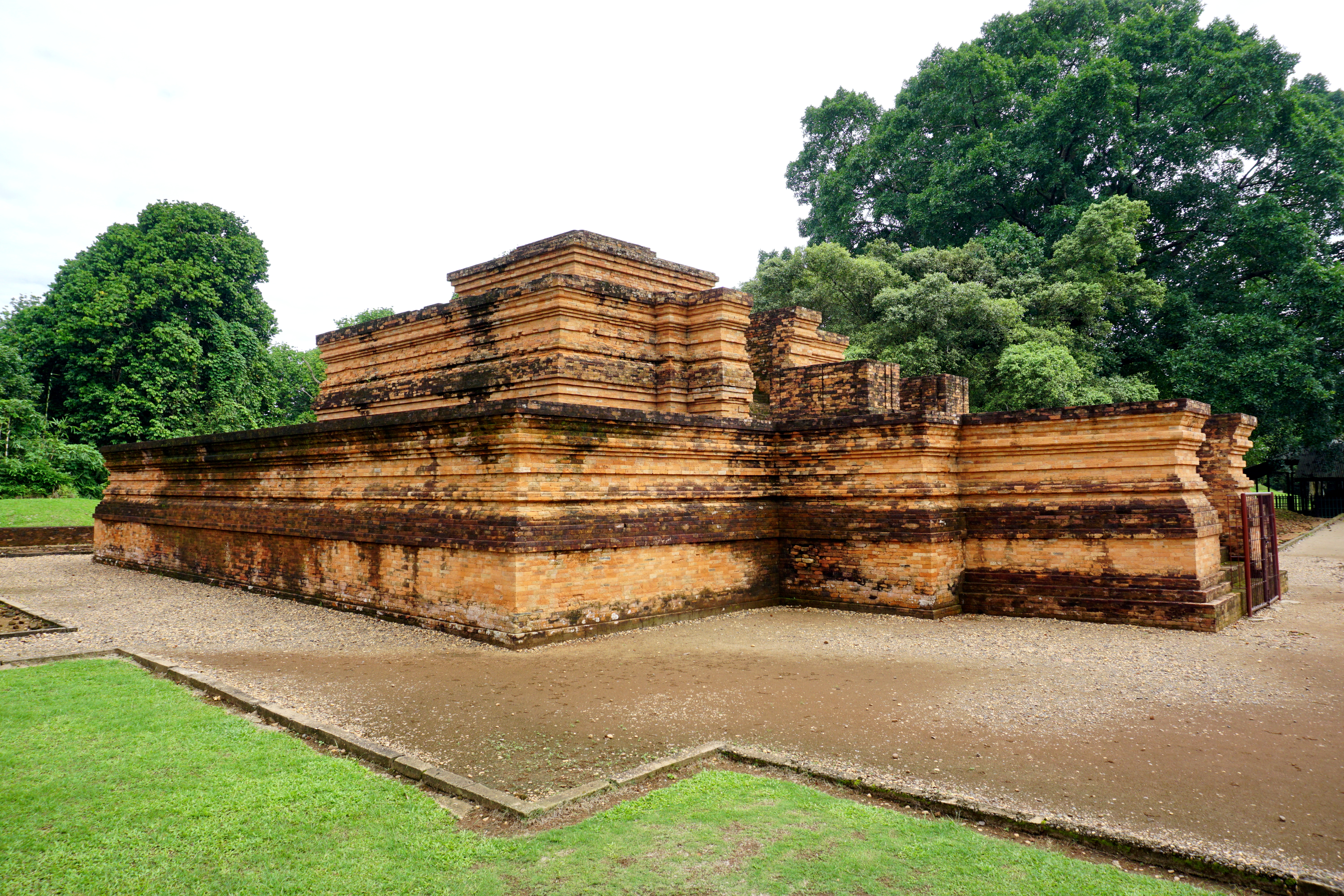
Фрагмент залишків храмового комплексу в Муаро-Джамбі.

Правителі області Джамбі підтримували контакти з китайськими династіями з початку VII ст., але значно сильнішим був індійський культурний вплив. Індуїстсько-буддійська доба (VII—XV ст.) залишила помітний слід в історії Джамбі. В Муаро-Джамбі, що приблизно за 30 кілометрів на північний схід від сучасного міста Джамбі, збереглися залишки великого храмового комплексу, який був зведений у XI—XIV ст. Тут було знайдено не менше 30 великих та малих храмів.
Піку своєї могутності держава Мелаю досягла приблизно в VII ст., але близько 680 року вона була завойована сусідньою Шривіджаєю. Шривіджая швидко зростала й поширила свої володіння на обидва боки Малаккської протоки. Вона контролювала торгові шляхи, що проходили Південно-Східною Азією. Малайська мова як лінгва франка поширилась у всьому регіоні. 866 року Мелаю звільнилося від влади Шривіджаї й зберігало незалежність до середини XI ст. Ця держава відправляла своїх посланців до Китаю, мала контакти з Явою. Згодом Мелаю знову стало васалом Шривіджаї, перебувало в залежності від яванського Маджапагіту.
Після занепаду Шривіджаї приблизно в XII ст. держава Мелаю почала відроджуватись. Після 1341 року вона переживала швидкий розвиток, пік її слави припав на часи правління Адітьявармана (1347—1375), володіння якого включали також область Мінангкабау, а столиця держави розташовувалась у верхній частині басейну Батанґгарі. Адітьяварман визнавав свої володіння частиною Маджапагіта, й допомагав цій яванській державі в остаточному знищенні Шривіджаї в 1370-х роках. Він був буддистом і вважав себе втіленням Локешвари, що відповідає традиції Маджапагіта. За наступників Адітьявармана його володіння трансформувалися в мінангкабавську державу Пагаруюнг, яка 1409 року звільнилася від влади Маджапагіта.
Починаючи з XIV ст. в малайських регіонах, включаючи й Мінангкабау, поширюється іслам. Вплив індуїстсько-буддійської релігії почав слабшати й поступово зникати. На початку XV ст. Джамбі опинилося під зверхністю султанату Малакка. За раджи Джамбі Оранг-Кайогітама (індонез. Orang Kayo Hitam, 1500—1511) іслам було оголошено державною релігією, його мали дотримуватись усі жителі країни.
Падіння Малакки 1511 року й захоплення її португальцями вдихнуло життя в порти Джамбі, Палембанга та Бантена, й у другій половині XVI ст. вони переживали швидкий підйом. У Джамбі утворився власний султанат, територія якого охоплювала всю сучасну провінцію Джамбі. Столиця держави розташовувалась на території сучасного району Танджунгджабунг (індонез. Tanjung Jabung). На березі річки Батанґгарі стояв палац султана, а навколо нього — резиденції дворян і палацових чиновників. Джамбійська владна династія шлюбними зв'язками була пов'язана з правителями інших малайських держав.
Місто Джамбі стало одним із важливих експортних портів регіону. В XVII—XVIII ст. воно бере участь у світовій торгівлі, європейські кораблі заходили сюди за перцем, що постачався із внутрішніх районів Мінангкабау, та іншими товарами й вивозили їх у далекі краї. Через порт Джамбі йшов також імпорт рису та солі, що надходили переважно з Яви.
Яванський вплив був сильним протягом першої половини XVII ст. Водночас існувала постійна небезпека експансії з боку султанату Ачех, розташованого на півночі Суматри, а також з боку португальців з Малакки. Райони Верхнього Джамбі в XVI ст. прийняли велику кількість мігрантів з Мінангкабау. В Джамбі часто мали місце хвилювання на релігійному ґрунті, які були пов'язані з посиленням ісламістського запалу, спрямованого проти невірних, особливо в XVII ст.
У XVII ст. голландська Ост-Індійська компанія уклала союз із султаном Джамбі, чим встановила фактичний контроль над цією державою. Голландці монополізували торгівлю перцем у регіоні. Нова хвиля мігрантів мінангкабау, на цей раз золотошукачів, прибула в гірські райони Джамбі в XVIII ст. Голландська колоніальна експансія врешті призвела до падіння Джамбі. 1855 року до влади прийшов молодий та енергійний султан Тага Сайфуддін (індонез. Thaha Saifuddin). Він спробував позбавитись голландського впливу, але ті висунули на трон власного претендента. Так звана Джамбійська війна (1858—1907) мала форму боротьби за владу. Загалом слабке військо Джамбі не чинило голландцям збройного опору. Загибель Тага Сайфуддінв 1904 року фактично означала кінець султанату Джамбі, хоча боротьба ще тривала до 1907 року. 1906 року голландці офіційно анексували Джамбі.
Правління Нідерландів у Джамбі тривало 36 років. Голландці запровадили на території провінції плантаційне господарство. Основними культурами були каучук, кава та чай, при цьому найбільше прибутків давав каучук. Вивозили також ліс, ротанг. Проте активна торгівля не мала істотного впливу на життя місцевого населення, всі прибутки від неї отримували європейці та китайці. Голландці заохочували іноземців до комерційної діяльності в Джамбі, оскільки місцеве населення вважалося нездатним до цього.
Під час Другої світової війни протягом 1942—1945 років Джамбі, як і решта Індонезії, перебувало під владою японців. Після капітуляції Японії 1945 року була проголошена незалежність Індонезії, й Суматра стала однією з її провінцій. Джамбі не відразу стало окремою провінцією. 1948 року Суматра була поділена на 3 провінції, при цьому Джамбі, разом із Ріау та Західною Суматрою, увійшло до складу провінції Центральна Суматра. Населення Джамбі виявляло невдоволення домінуванням у провінції етнічних мінангкабау. 1955 року був створений Народний конгрес Джамбі (індонез. Badan Kongres Rakyat Jambi, BKRD), орган, сформований як форум боротьби за автономію регіону. 1957 року Джамбі офіційно стало новою провінцією Індонезії. Разом із тим центральний уряд проводив жорстку лінію придушення боротьби за автономію регіонів. На уряд у Джамбі стали призначати осіб, які не були вихідцями з цієї провінції. Лише 1989 року вищу посаду тут зайняв джамбієць Абдурахман Саюті (індонез. Abdurrahman Sayoeti), він перебував при владі до 1999 року.
Джамбійці сильно прив'язані до своїх традицій і виявляють небажання приймати модернізацію та реформи, що відбуваються в Індонезії. Особливо це відчувається в сільських районах, жителі яких порівняно мало пов'язані із сучасним світом. В цілому джамбійські малайці займають низький економічний статус. Це добре помітно в порівнянні зі способом та рівнем життя яванських переселенців, що прибули до провінції в рамках реалізації програм трансміграції протягом останніх кількох десятиліть. Яванці та жителі міста Джамбі вважають джамбійських малайців лінивими, відсталими, пендатанг (аутсайдерами). Мало джамбійських малайців має вищу освіту, й тому вони нездатні конкурувати з переселенцями. Джамбійські малайці відчувають себе знехтуваними та експлуатованими трансмігрантами.

## Господарство
Головними галузями господарства провінції Джамбі є лісова та деревообробна промисловість, виробництво каучуку, пальмової олії, кави, чаю, кориці тощо. Проте в товарних галузях зайняті переважно вихідці з Яви та інших районів Індонезії. Більшість джамбійських малайців працює в традиційному секторі, основними їхніми заняттями є землеробство та рибальство. Рівень життя народу лишається невисоким.

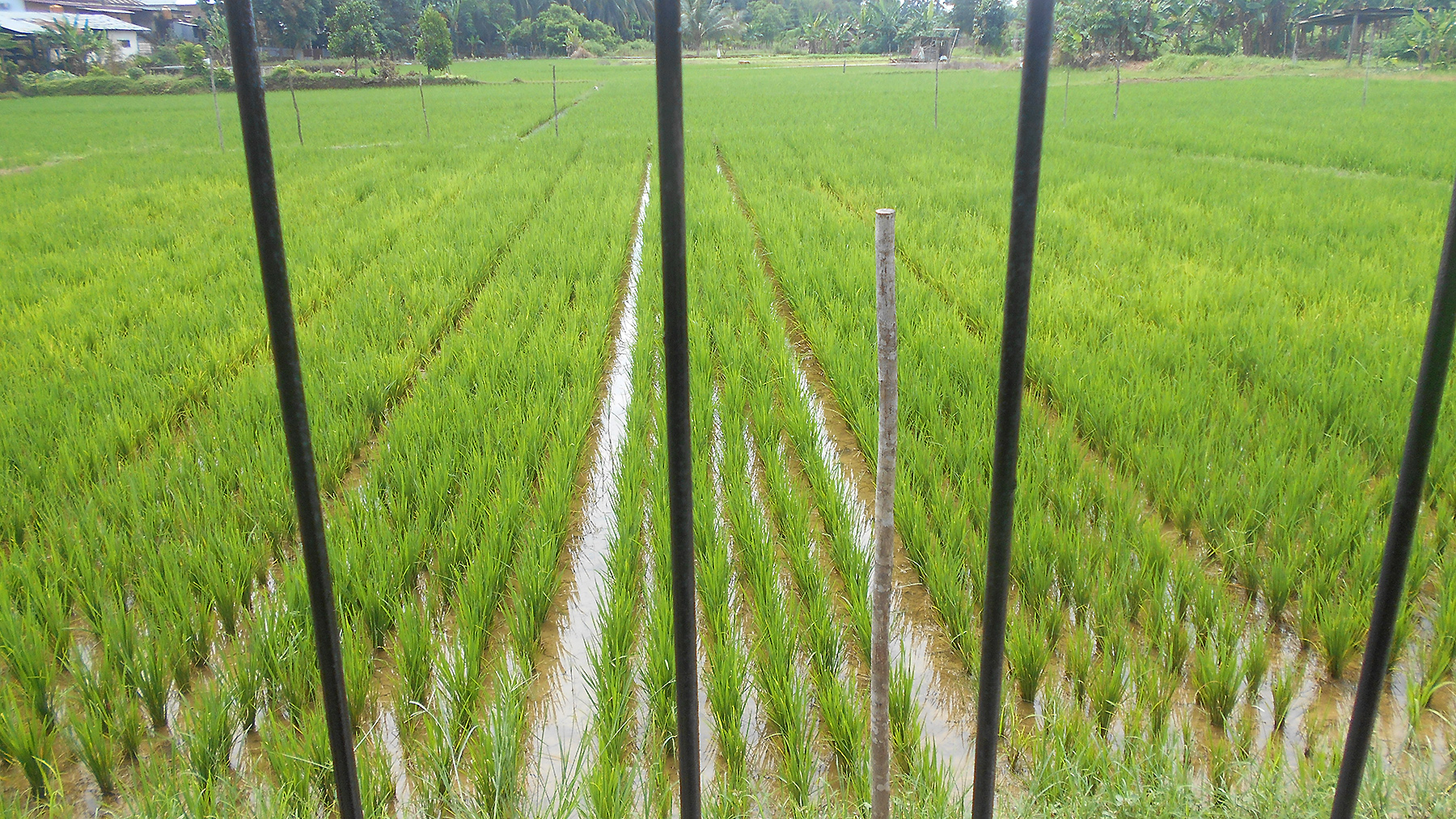
Рисове поле в окрузі Саролангун.

У Джамбі розрізняють декілька форм землеробства: перелак, кебун-мудо, умо-рена та умо-таланг. Перелак — це ділянка землі на околиці села, яка використовується для задоволення щоденних потреб, тут вирощують перець чилі, куркуму, лемонграс, горіхи, овочі, квасолю, ямс, маніок, банани тощо. На ділянках кебун-мудо саджають один вид культурних рослин, наприклад, банани, соєві боби чи арахіс. Умо-рена — це досить велике поле, на якому вирощують рис, а поруч саджають кукурудзу, сорго, перець чилі, помідори, баклажани, гарбузи, огірки, а також висаджують багаторічні культури: дуку, дуріан, каучуконоси тощо. Поля умо-таланг розташовані в глибині лісу, далеко від села, зазвичай їх засаджують рисом. Також тут вирощують багаторічні рослини, зокрема каучуконоси та дуріан, які висаджують після збирання врожаю рису. Біля полів умо-таланг ставлять тимчасове житло.
Джамбі-малайці мають три типи рисових полів: богарні, вологі та припливні. Богарні поля цілковито залежать від дощів. На вологі поля вода надходить із природних джерел або ж ґрунт там і так мулистий. Припливні рисові поля розташовані на морському узбережжі, фермери роблять тут канали шириною близько 5-6 метрів, через які вода затоплює поля, а під час відпливу вони прискорюють схід води, що застоялась на полях; за високої води каналами рухаються човни. Під час посадки та збирання врожаю часто застосовують колективну працю каталанг-петанг.
У селах, розташованих на підвищеннях, вирощують овочі, тримають худобу.

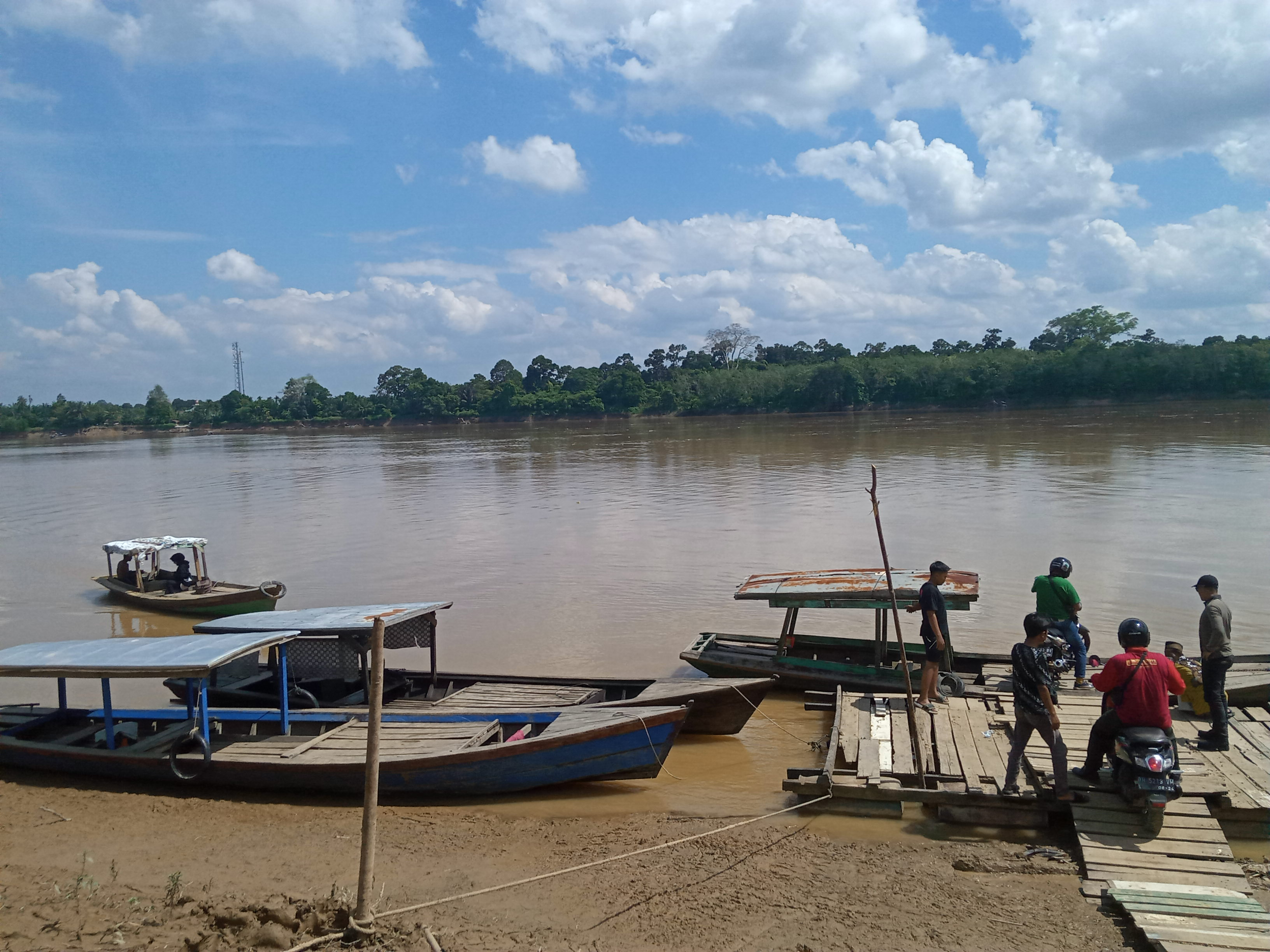
Традиційний джамбійський річковий транспорт.

Більшість джамбійців займається рибальством, переважно в річках. Вони ловлять, їдять і продають понад одинадцять видів риб. Для лову риби використовують як сучасні, так і традиційні засоби та технології. Річки провінції для джамбі-малайців є не лише джерелом риби, але й головними транспортними артеріями. Перевезення між сусідніми селами здійснюються зазвичай водним шляхом. Жвавий рух річкою Батанґгарі пов'язує з узбережжям центри видобування нафти та виробництва каучуку.
В окремих селах є багато ремісників, йдеться переважно про виробництво батику. Джамбійські жінки використовують віск та різнокольорові рослинні барвники для створення складних малюнків на тканині. Частина джамбі-малайців працює в державних установах, в лісовій промисловості, на виробництві пальмової олії, на будівництві.

## Суспільство
Джамбі-малайці живуть моногамними нуклеарними сім'ями, які водночас утворюють й окремі домогосподарства. Спорідненість двобічна, як за чоловічою, так і за жіночою лініями; відповідно, розширена родина може формуватися за лініями батька та матері. Кожна розширена родина має свого керівника, який зветься мамак. Роль мамака є особливо важливою під час проведення обрядів життєвого циклу. Наприклад, під час проведення церемонії з нагоди народження дитини присутність і благословення мамака є обов'язковими.
Найменша територіальна одиниця в джамбійців називається дусун, щось на кшталт хутора; дусун очолює пенгулу. В околицях міста Джамбі джамбійці об'єднані в громади на рівні села (кампунг). Село очолює сільський голова — туо-кампунг. В інших районах існує форма сільської громади відома як марга. Початково це була звичаєва територія, яку населяли люди, об'єднані походженням від спільного предка. На чолі марга стоїть пасіра. Як лідер клану, він діє та відповідає за керівництво місцевою владою та звичаєвими справами. Крім того, на рівні марга діє рада старійшин, що складається з пенгулу відповідних дусунів, а також депаті — групи шанованих літніх людей. Важливу роль у житті сільської громади також відіграють дукуни (шамани).
Територія верхнього Джамбі, принаймні в XVII ст., поділялася на непостійні сільські об'єднання (федерації вождівств) на чолі з батинами. Такі одиниці були узаконені голландськими колонізаторами в XIX ст., 1978 року вони були офіційно скасовані індонезійським урядом і замінені на сучасні адміністративні одиниці.
В джамбійському суспільстві ще присутні залишки старого соціального розшарування, зокрема існує шляхетна верства, до якої належать потомки колишніх правителів. Середній клас складається з великих торговців та власників плантацій; простих людей зазвичай називають оранг-кечик. Ця система соціальної стратифікації поступово змінюється. Ще одним спадком султанату Джамбі є поділ населення на соціальні угруповання під назвою калбу. Всього існує 12 калбу: Джебус, Пемаюнг, Маро-Себо, Авін, Петаджин, Суку-Туджукото, Ментонг, Панаган, Сердаду, Кебален, Аур-Готам і Пінокован Тега.
Шлюбні обмеження не надто суворі, за винятком шлюбу між братами та сестрами. Пару молодь зазвичай шукає собі в межах свого села чи дусуна.

## Побут

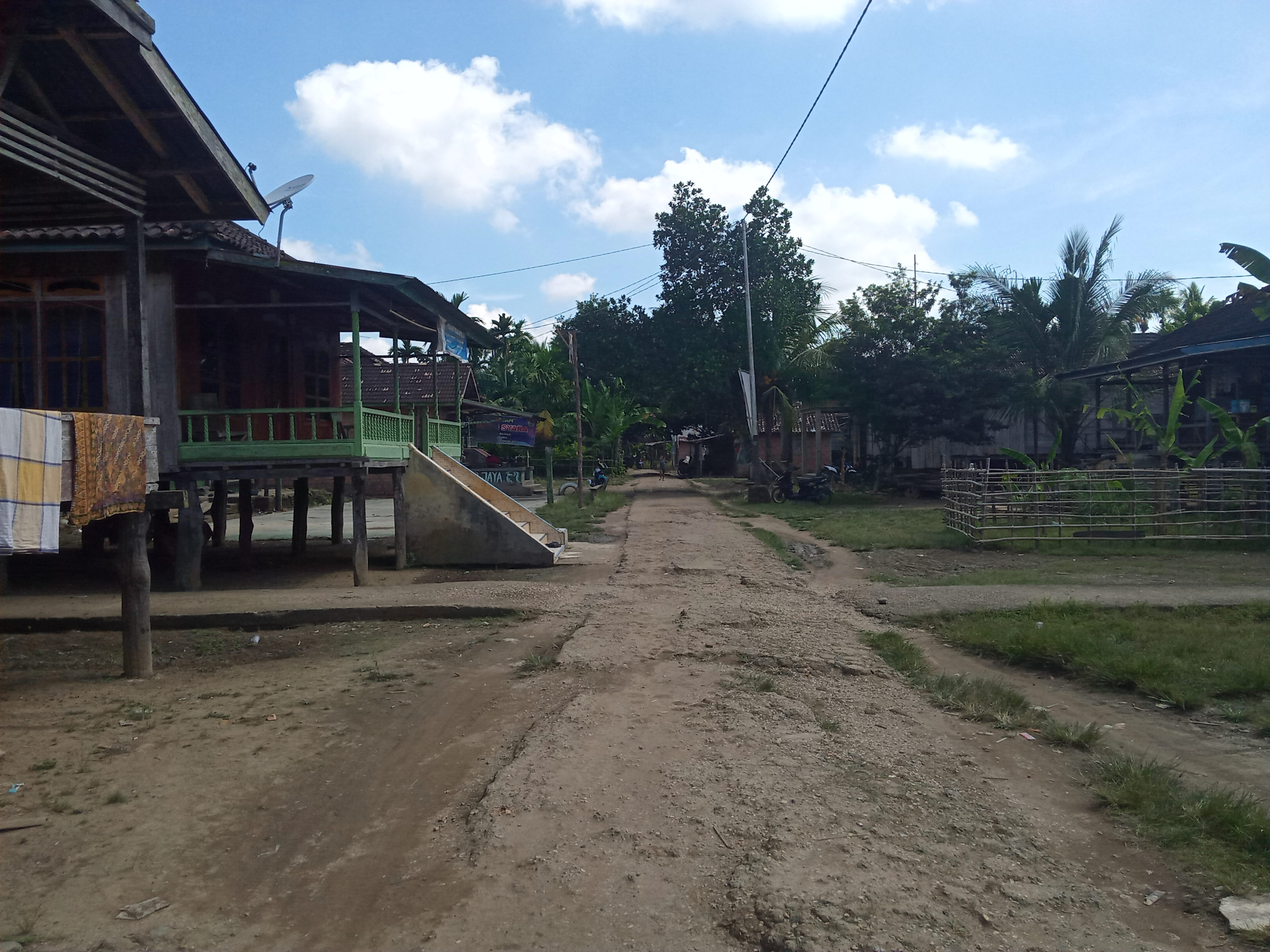
Село в окрузі Батанґгарі.

Поселення джамбі-малайців можна впізнати за характерною формою їхніх традиційних хат, які часто називають рума-мелаю («малайська хата», «Rumah Melayu»). Традиційна хата стоїть на дерев'яних палях. Кожна кімната в ній має певну функцію. В передній частині є невелика відкрита веранда (пеланчан), яка використовується для прийому гостей, тут також хлопчики вивчають Коран. Посередині розташована основна кімната (серамбі-далам), де зазвичай обговорюють різні питання. В цій секції також розташовані спальні для чоловіків (буджанг) та жінок (ґадіс). За основною кімнатою знаходиться ларен, де дівчата приймають гостей і виконують свої щоденні справи. Позаду, окремо від основної будівлі, розташована кухня. Зона між кухнею та основною будівлею зветься ґаранг, вона використовується для виконання різноманітних господарських робіт. Під хатою тримають худобу. Позаду хати зазвичай є ще одна споруда — блубур, вона використовується для зберігання рису та сільськогосподарського реманенту.
Джамбі-малайці люблять їсти рибу і скаржаться, що їжа неповна, якщо їй не вистачає характерного рибного смаку.
Джамбійці проводять багато традиційних церемоній і спеціальних ритуалів, зокрема з нагоди народження дитини, надання дитині імені, першої стрижки дитини, проколювання вух дівчинці у віці двох років, обрізання хлопчиків у віці від шести до десяти років. Коли дитина досягає повноліття (15 років для дівчат і 17 років для юнаків), проводять ритуал підпилювання зубів, щоб вирівняти їх, цей обряд символізує перехід у доросле життя. Весілля — це подія, яка триває цілий день, воно наповнене різноманітними видовищами, запахами та звуками. На початку дня наречений з урочистою ходою під звуки компанганів (традиційні джамбійські ручні барабани) йде до хати нареченої. Закінчується подія грою на гамбусі (арабському струнному інструменті), а також співами й танцями.
Взаємна допомога є повсякденним аспектом життя джамбі-малайців. Перед весіллям родичі, друзі та сусіди збираються разом, щоб допомогти з підготовкою до цієї важливої події. Під час посадки рису та збирання врожаю власник поля запрошує на роботу жителів села, здебільшого молодь, і забезпечує їх їжею. Така робота має церемоніальний характер, традиційний обряд триває один день і одну ніч. Запрошені приходять після обіду в гарному вбранні, а ввечері починається гуляння, яке триває всю ніч. Люди співають, танцюють, веселяться, а вранці стають до роботи, наспівуючи пісні й декламуючи вірші. Люди старшого віку зазвичай тримаються осторонь, щоб молодь мала можливість і свободу пізнати один одного. Ця подія зазвичай закінчується майже на заході сонця.
Вважається, що джамбі-малайці не зацікавлені в модернізації та розвитку, вони задоволені простим способом життя. Хоча деякі джамбійці здобувають вищу освіту, кількість освічених людей лишається незначною. Багато джамбі-малайців взагалі немає формальної освіти, вони воліють дотримуватись старих поглядів і способів господарювання, не шукають сучасних знань і технічного досвіду. Незважаючи на це, в провінції стає все більше торгових центрів, піци та джинсів, особливо в містах.

## Народне мистецтво
Форми мистецтва джамбі-малайців мало відрізняються від мистецтва інших малайських народів. Існують різні види народних танців (рангук, селампіт, бердзикір та ін.), які зазвичай виконуються як доповнення до традиційних церемоній. Особливості джамбі-малайської культури помітні в різних формах народного ремесла: виробництво тканин сонгкет, батику, вишивка тощо. Характерні риси має місцеве різьблення, джамбійські мотиви використовують різноманітні елементи, серед яких квітка апельсина, листя винограду, тризуб із вітрилом, водяна берізка, квітки соняшника, керис тощо.